# Macizo del Pitón de la Fournaise

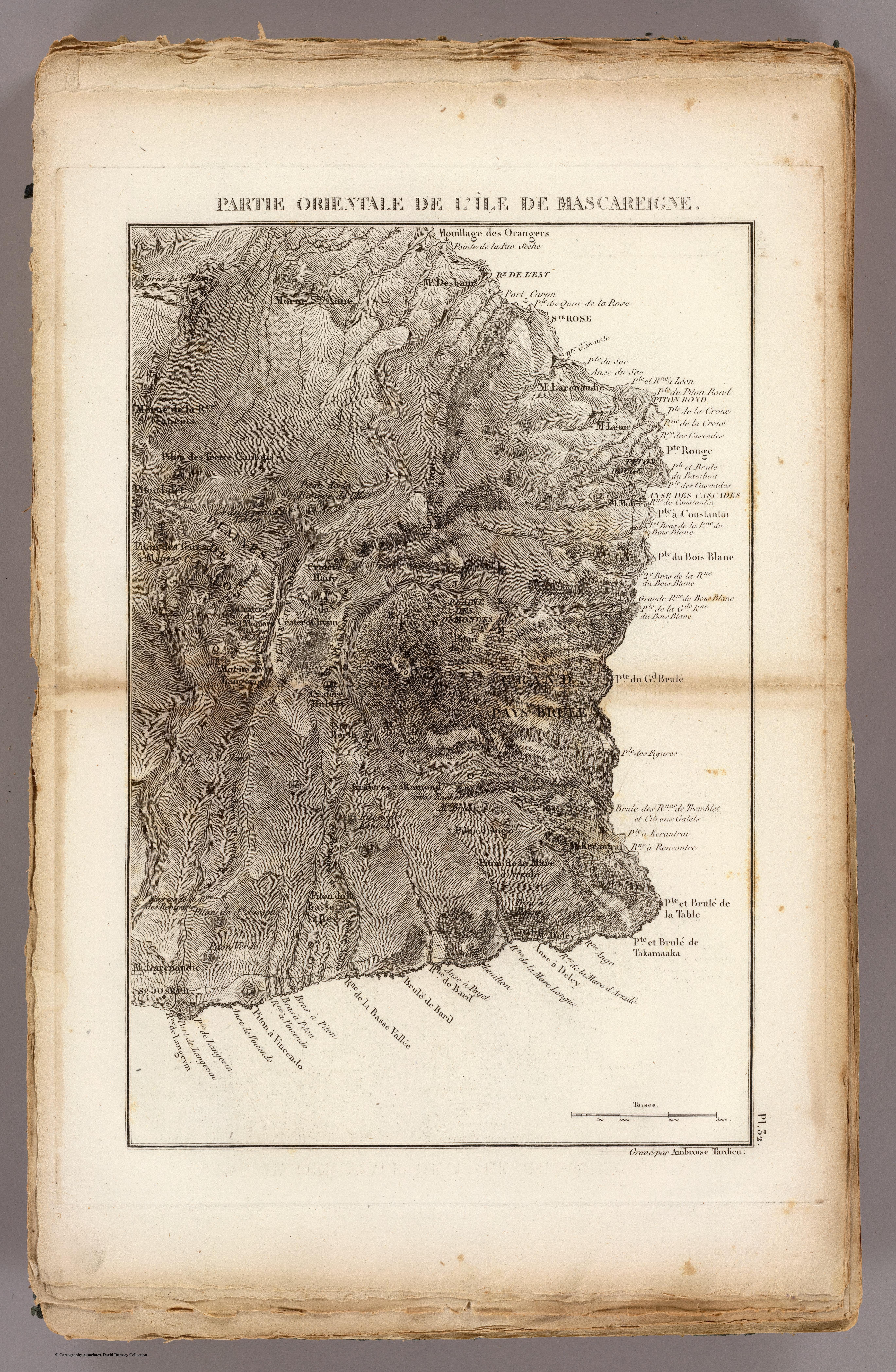
Mapa del macizo realizado después de la expedición de Bory de Santo-Vincent.

El macizo del Pitón de la Fournaise o más simplemente macizo de la Fournaise es uno de los dos grandes volcanes de la isla de La Reunión cuyo punto culminante está constituido por el pitón de la Fournaise. Este volcán, aparecido hace aproximadamente 500 000 años, está todavía activo. El otro volcán de la isla, el pitón de las Nieves, es un volcán apagado.

## Geografía

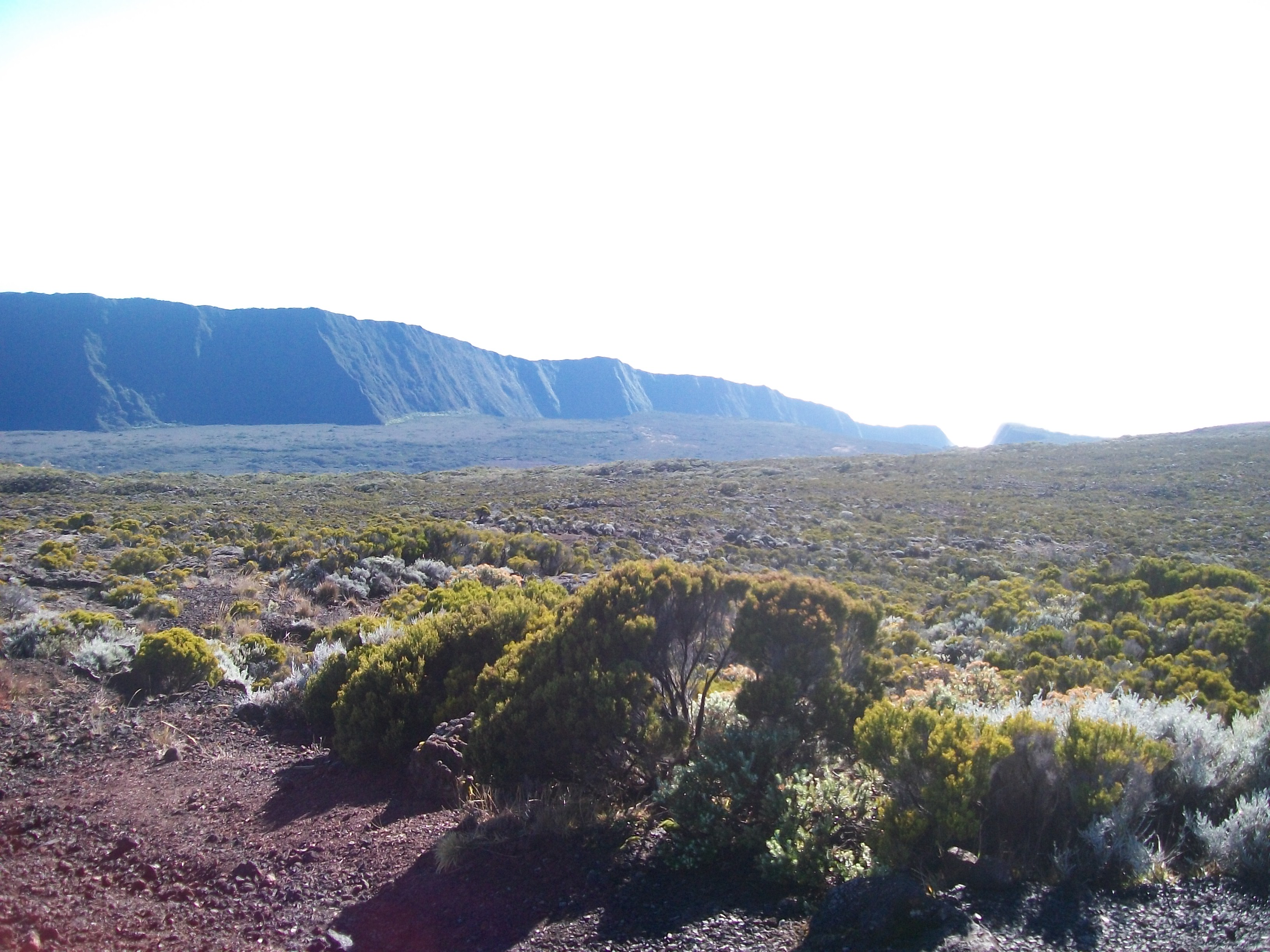
Extensión de vegetación endémica en los alrededores del pitón de la Fournaise.

El macizo ocupa el tercio sudeste de la isla de la Reunión. La cumbre se ubica a 2.621 m de altitud sobre el borde noroeste del cráter Bory muy cercano del cráter Dolomieu todavía activo. Tres grandes valles limitan el macizo. Dos calderas encajadas ocupan la cumbre de este volcán escudo.

## Geología
El vulcanismo del macizo del Pitón de la Fournaise procede de una subida magmática continua que procede directamente del manto terrestre. Es un vulcanismo de tipo  « punto caliente ». 
La isla de La Reunión es constituida totalmente por la actividad geológica del « punto caliente de la Reunión », que se formó hace aproximadamente 3 millones de años. Antes de formar el macizo del Pitón de la Fournaise, este vulcanismo formó primeramente el macizo del Pitón de las Nieves (un macizo cuyo punto culminante es el de la isla: el Pitón de las Nieves, hoy apagado) y el Volcán de los Alisios. El macizo del Pitón de la Fournaise se formó sobre el flanco Este de este antiguo volcán durante los últimos 500.000 años. El punto caliente en cuestión fue igualmente al origen de los Traps del Decán, de las islas Laquedivas, de Maldivas, del archipiélago de los Chagos y de las otras islas de las Mascareñas.
Entre 65 000 y 20 000 años aproximadamente, los pitones de las Nieves y de la Fournaise estaban activos simultáneamente, cada uno alimentado por sus propios reservorios magmáticos independientes.
Los últimas erupciones han tenido lugar recientemente, al nivel del pitón de la Fournaise y sobre los flancos orientales del volcán.

### Tipos de lavas

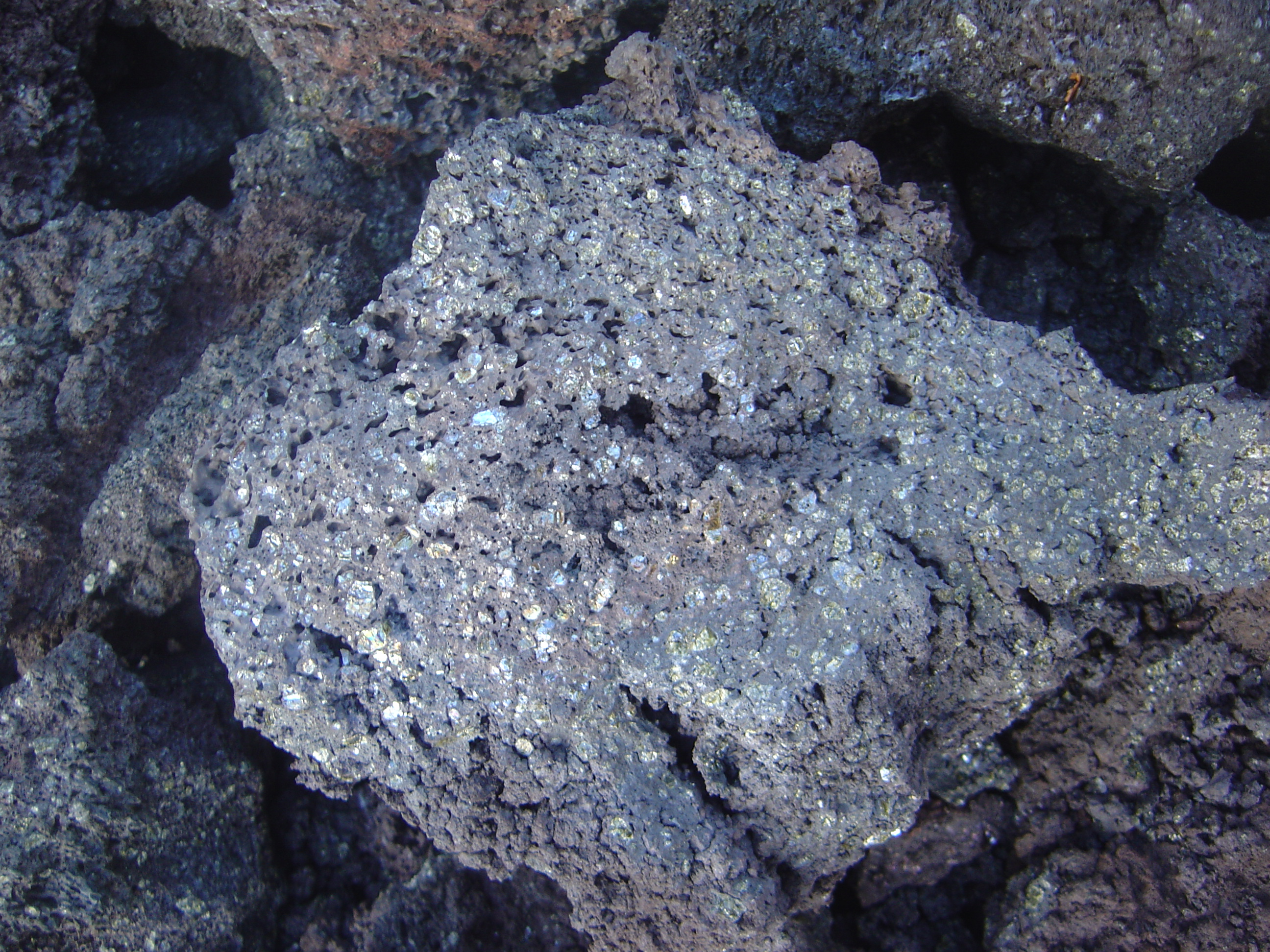
Picrita u oceanita del pitón de la Fournaise

Se trata de lavas que dan basaltos afíricos muy ricos en olivina, pueden ser calificados de oceanita.

### Las calderas
Culminante a 2 631m de altitud, el cono volcánico se encuentra dentro de una gran caldera de derrumbamiento en forma de U llamada el Cercado Fouqué en honor del geólogo francés Ferdinand André Fouqué. Su formación se remonta a 4.700 años.
Otra caldera más antigua puede adivinarse en torno a la primera: está delimitada por los barrancos formadas por el río de los Remparts que fluye hacia el sur y el río del Este que fluye hacia el noreste. Entre las fuentes de estos dos cursos de agua se encuentra la Llanura de las Arenas, vasto escenario cubierto de escorias  de apariencia lunar.
Las calderas son el resultado del vaciamiento de los contenidos magmáticos del volcán. Así, este último se hunde sobre él mismo poco a poco creando grandes acantilados. Los derrumbamientos pueden ser la causa de megatsunamis como el que se habría producido en torno al año 2700 antes de Jesucristo.

### Los cráteres
Además de ambos cráteres en la cumbre del Pitón de la Fournaise,  existen varios otros también importantes en la región. Algunos están en el fondo de las calderas. En la historia más reciente, el más conocido es el Formica Leo, que data como mínimo de 1753.
En el exterior del Cercado, uno de los cráteres más impresionantes es el Commerson. Elevado sobre un acantilado, fue bautizado así en honor de Philibert Commerson, explorador y naturalista francés. La actividad importante antes de su extinción ha combado parcialmente el fondo del río de los Remparts.
Otro cráter digno de interés es el Pitón Chisny. Su cumbre tiene colores cambiantes porque está constituido de escorias rojas y negras. Domina la Llanura de las Arenas desde la altura de sus 2.440 m  de altitud.